# Стюрелл, Ханна
Ханна Стюрелл (швед. Johanna Hanna Matilda Styrell, 21 января 1842 — 19 апреля 1904) — шведская театральная актриса, любовница короля Карла XV.

## Биография
Ханна Стюрелл родилась в Стокгольме в 1842 г. и была дочерью пекаря. В 17 лет она была актрисой и под именем Ханна Шернблад участвовала на открытии в Стокгольме Odéonteatern на улице Regeringsgatan, Stockholm. Её актёрская карьера не оставила заметного следа в истории шведского театра, но всё изменилось, когда она стала любовницей шведского короля.
Доподлинно неизвестно, когда и при каких обстоятельствах Ханна впервые встретилась с королём, но летом 1860 г. она появилась в королевском поместье в Беллевю. В 1862 г. пресса заметила её среди публики, присутствовавшей при открытии заседания риксдага.
Как королевская любовница она часто жила в поместье Венторп, находившемся недалеко от дворца Ульриксдаль. Карл XV назначил её хозяйкой поместья в 1866 г., и, по-видимому, назначил ей большое содержание, поскольку Ханна Стюрелл упоминалась в списке людей с богатым состоянием. Сообщалось, что Ханна внесла много улучшений в хозяйстве поместья. Карл XV писал стихи, два из которых он посвятил Ханне.
Любовные отношения Ханны с Карлом XV продолжались несколько лет вплоть до смерти короля в 1872 г. Она от короля в 1865 г. родила дочь Эллен Марию, которая была приёмным ребёнком своей сводной сестры Терезии. В 1876 г. Ханна вышла замуж за офицера Адольфа Тешмедена, который после смерти отца стал бароном и унаследовал его поместья. Они поселились в Рамнесе в Вестманланде.
Ханна умерла в 1904 г., и после её смерти Адольф Тешмеден завещал 250 тыс. крон её родственникам.